# Sebastiano Martinoli
Sebastiano Martinoli (* 7. Februar 1872 in Dongio; † 21. Februar 1938 in Luzern; heimatberechtigt in Marolta) war ein Schweizer Jurist und Politiker (CVP).

## Leben
Sebastiano Martinoli wurde geboren als Sohn von Pietro, Apotheker, und der Virginia, geborene Poglia. Nach dem Knabenseminar in Pollegio und der Stiftsschule in Einsiedeln studierte er Rechtswissenschaften an der Universität Fribourg und wurde Anwalt und Notar. Er heiratete Camilla Gianella und eröffnete im Jahr 1897 eine Praxis in Dongio.
Seine politische Laufbahn begann im Jahr 1898, als er zum Tessiner Grossrat für die Katholisch-Konservativen gewählt wurde. Zwischen 1912 und 1923 sass er als einziger Vertreter seiner Partei im Staatsrat des Kantons Tessin, wo er dem Baudepartement vorstand.
Als Jurist war er von 1930 bis 1937 Staatsanwalt für den Sopraceneri und Appellationsrichter. Daneben setzte er sich für die Entwicklung seines Heimattals ein, förderte die Aufwertung des Lukmanierpasses und die Eisenbahnverbindung Biasca–Acquarossa, die 1911 eröffnet wurde. Im Jahr 1932 gehörte er zu den Gründern der Vereinigung Pro Blenio. Am 2. Juni 1912 beteiligte er sich als Staatsrat an der Einweihung der Lugano-Ponte-Tresa-Bahn. Anwesend waren der Bundesrat Giuseppe Motta, die Nationalräte Giuseppe Cattori und Evaristo Garbani-Nerini sowie die Staatsräte Giovanni Rossi und Emilio Bossi.